# Roberto II de Hesbaye
Roberto de Hesbaye, é um nobre Franco da família dos Robertianos. Filho de Turimberto, conde de Hesbaye, e de sua esposa, de nome desconhecido, neto de Roberto I de Hesbaye e de Williswinte e casado com Teodorada, filha do Conde Guelenzo, ele é o pai de Roberto III de Worms e avô de Roberto, o Forte. Ele herdou o condado de Worms e de Oberrheingau após a morte dos herdeiros de Cancor, seu tio paterno.
Ele é um primo dos carolíngios (que reinaram sobre a França e o Império Ocidental de 751 a 987), e um antepassado dos capetianos (que reinarão sobre a França de 987 a 1848).